# Уркан (Тындинский район)
Урка́н — село в Тындинском районе Амурской области России, административный центр сельского поселения Урканский сельсовет. Село основано в 1900 году. В переводе с эвенкийского Уркан означает – холм, поросший ягелем.
Село Уркан, как и Тындинский район, приравнено к районам Крайнего Севера.

## География
Расположено в 18 км к востоку от автодороги «Лена» и от села Соловьёвск, между рек Малый Уркан (протекает севернее села) и Джалинда (протекает южнее села). Обе реки — правые притоки Уркана (бассейн Зеи).
От села на юго-восток идёт дорога к селу Бугорки, расстояние — 4 км.

## Население
| 2002 | 2010 | 2012 | 2013 | 2014 | 2015 | 2016 |
| ---- | ---- | ---- | ---- | ---- | ---- | ---- |
| 908  | ↗931 | ↘886 | ↘871 | ↘852 | ↘829 | ↘817 |
| 2017 | 2018 |      |      |      |      |      |
| ↘794 | ↘777 |      |      |      |      |      |